# Bahnstrecke Malliß–Conow
| Streckennummer (DB): | 6955                                                                  |                             |                           |
| Streckenlänge: | Anschlussbahn zum Kalischacht ca. 4 km bis Güterbahnhof Conow 2,46 km |                             |                           |
| Spurweite: | 1435 mm (Normalspur)                                                  |                             |                           |
| |                                                                       |                             |                           |
| \| \| \| von Dömitz \| \| \| \| \| von Lübtheen \| \| \| \| 0,00 \| Malliß \| Malliß \| \| \| \| nach Ludwigslust \| \| \| \| \| Anschluss Spanplattenwerk \| \| \| \| \| B 191 \| \| \| \| 2,46 \| Conow \| Conow \| \| \| \| Anschluss Marinearsenal \| \| \| \| \| Anschluss Kalischacht Conow \| \| |                                                                       |                             |                           |
| Strecke (außer Betrieb) |                                                                       | von Dömitz                  | von Dömitz                |
| Abzweig geradeaus und von links (Strecke außer Betrieb) |                                                                       | von Lübtheen                | von Lübtheen              |
| Bahnhof (Strecke außer Betrieb) | 0,00                                                                  | Malliß                      | Malliß                    |
| Abzweig geradeaus und nach rechts (Strecke außer Betrieb) |                                                                       | nach Ludwigslust            | nach Ludwigslust          |
| Abzweig geradeaus und nach links (Strecke außer Betrieb) |                                                                       | Anschluss Spanplattenwerk   | Anschluss Spanplattenwerk |
| Strecke mit Straßenbrücke (Strecke außer Betrieb) |                                                                       | B 191                       | B 191                     |
| Dienststation / Betriebs- oder Güterbahnhof (Strecke außer Betrieb) | 2,46                                                                  | Conow                       | Conow                     |
| Abzweig geradeaus und nach links (Strecke außer Betrieb) |                                                                       | Anschluss Marinearsenal     | Anschluss Marinearsenal   |
| |                                                                       | Anschluss Kalischacht Conow |                           |

Die Bahnstrecke Malliß–Conow war eine normalspurige Nebenbahn im Südwesten Mecklenburg-Vorpommerns. Die nicht elektrifizierte eingleisige Strecke diente ausschließlich dem Güterverkehr. Ursprünglich führte sie als etwa vier Kilometer lange Anschlussbahn vom Bahnhof Malliß an der Bahnstrecke Ludwigslust–Dömitz zum Kalibergwerk in Conow (heute Ortsteil von Malliß). Später existierte von dieser noch eine zweieinhalb Kilometer lange, von der Deutschen Reichsbahn betriebene Strecke zum Güterbahnhof Conow.

## Geschichte
Das an Bodenschätzen reiche Gebiet des Wanzebergs war seit alters her ein Bergbaugebiet. Bis in die 1920er Jahre und in den Jahren nach dem Zweiten Weltkrieg wurde dort Braunkohle abgebaut. Im Jahre 1912 wurde westlich des Ortes Conow ein Bergwerk zum Abbau von Kalisalz eröffnet. Zum Transport des Kalisalzes wurde eine Bahnstrecke eröffnet, die das Bergwerk mit dem 1890 eröffneten Bahnhof Malliß verband. Nach Stilllegung des Kaliwerkes 1926 diente sie der in diesem Bereich angesiedelten Industrie. Im Jahre 1937 errichtete die Deutsche Kriegsmarine in Malliß westlich des Ortes und nördlich des Bahnhofes ein Marinearsenal. Es diente unter anderem der Lagerung von Seeminen. Zu ihrem Transport wurde 1939 ein Anschlussgleis zur Conower Strecke gebaut. Um Kreuzungen der Gefahrguttransporte mit dem Straßenverkehr zu vermeiden, ersetzte man den Bahnübergang mit der heutigen Bundesstraße 191 durch eine Straßenüberführung. Das Gleis endete an einer Verladerampe am Eingang des Arsenals, von dort wurde das Areal mit Schmalspurgleisen erschlossen.
Nach dem Zweiten Weltkrieg diente die Bahn wieder dem reaktivierten Bergbau und später dem Anschluss des 1963 eröffneten Spanplattenwerks Malliß. Die Strecke wurde von der Deutschen Reichsbahn betrieben.
Am 29. Mai 1994 wurde die Strecke stillgelegt und später abgebaut.

## Heutige Situation
Heute ist ein Großteil der Gleise demontiert, so auch die Gleisanlagen der anschließenden Bahnstrecke Ludwigslust–Dömitz. Trotz der abgebauten Gleise kann man die Trasse der Eisenbahn auf Luftbildern gut erkennen. Im südlichen Abschnitt bis zur B 191 ist die Trasse noch frei, Reste des Schotters sind vorhanden. Das Gelände des Güterbahnhofs Conow ist in privater Nutzung. Im nördlich anschließenden Waldgebiet ist die Trasse komplett zugewachsen und kaum erkennbar. Auch von den Anlagen des Marinedepots sind nur noch einige Fundamente im dichten Waldgebiet auffindbar. Auf dem letzten Abschnitt vor dem ehemaligen Schacht Conow ist der Damm der Strecke erhalten, auf ihm verläuft ein Weg. Die Bausubstanz des Empfangsgebäudes im Bahnhof Malliß ist noch gut erhalten, Türen und Fenster im Erdgeschoss sind jedoch vernagelt. Auf dem Gelände des ehemaligen Schachts Conow befindet sich eine Fabrik für Kindernahrung. Die erhaltenen Reste des Kalibergwerkes sowie Bahnhofsgebäude und Güterschuppen in Malliß stehen unter Denkmalschutz.
Die anderen Industrieanlagen an der Bahn (Spanplattenwerk Malliß) und die Bergwerke sind außer Betrieb. An der Bundesstraße 191 und an der Bahnhofsstraße in Malliß stehen noch Loren, die an den Bergbau erinnern.

## Streckenverlauf

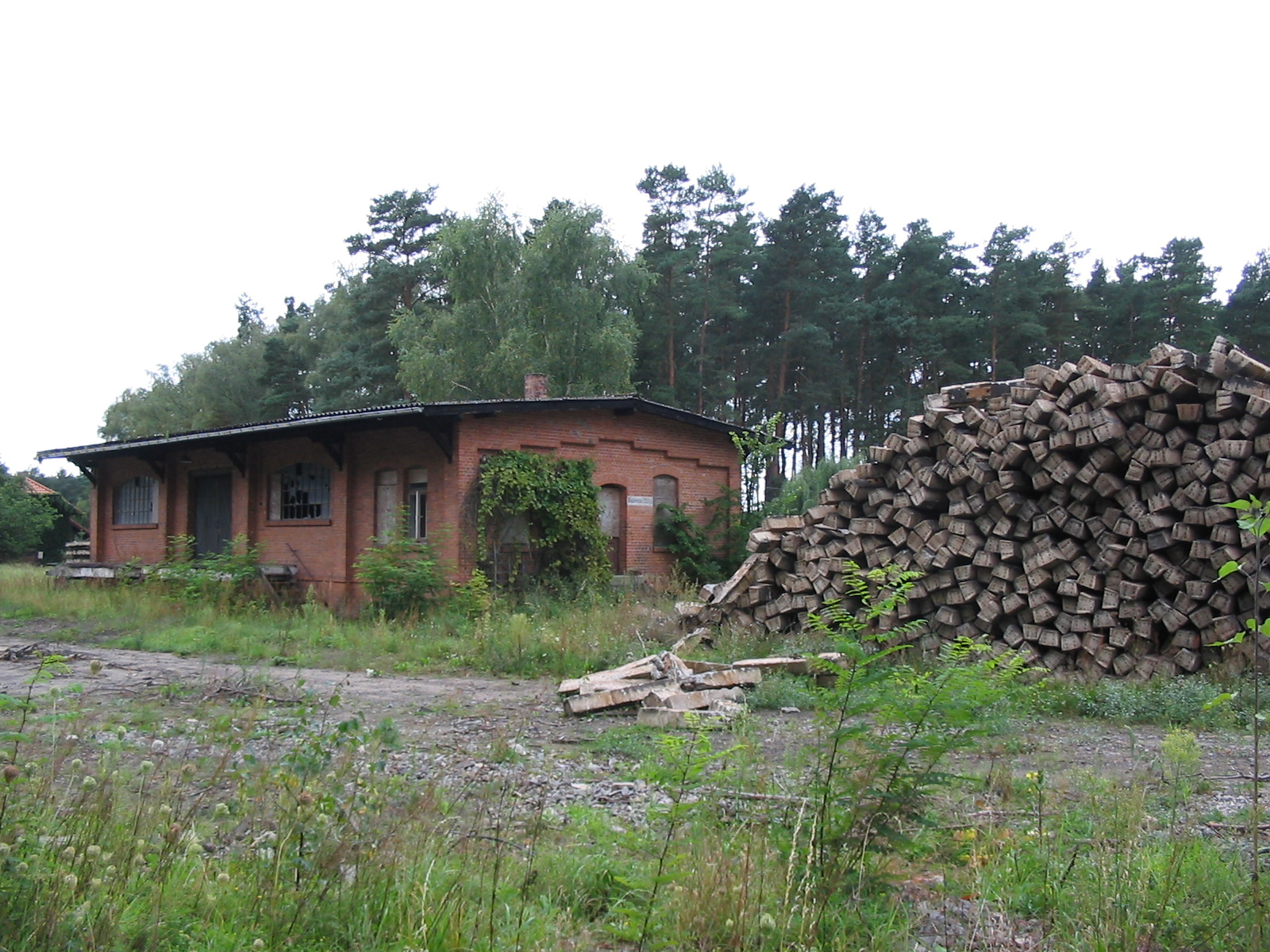
Ehemalige Bahnmeisterei in Malliß (2007). Etwas weiter nördlich zweigte die Strecke von der Bahnstrecke Ludwigslust–Dömitz ab.

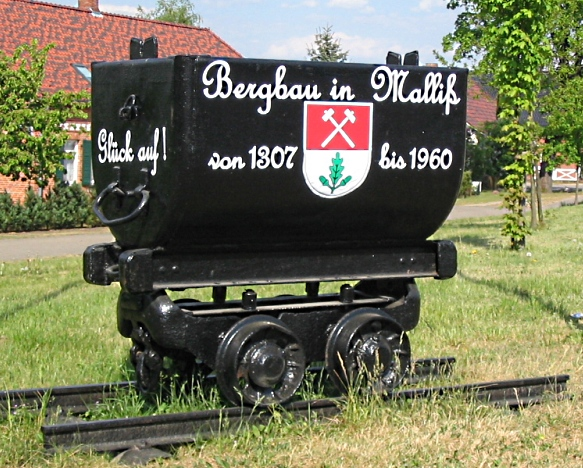
Feldbahnspurige Bergbaulore an der B 191

Vom Bahnhof Malliß führt die Trasse etwa in nördliche, später in nordwestliche Richtung. Sie verläuft fast parallel zur heutigen Bahnhofstraße, die den ehemaligen Bahnhof mit dem etwa eineinhalb Kilometer nördlich gelegenen Ort Malliß verbindet. Malliß wird am westlichen Ortsrand passiert, die Trasse verläuft in diesem Bereich in einem Einschnitt. Hier zweigt nach Westen der Anschluss zum Spanplattenwerk ab.
Nördlich der Unterquerung der Bundesstraße 191 lag der bis Anfang der 1990er Jahre bediente Güterbahnhof Conow. Weiter Richtung Norden und Nordwesten gab es Anschlüsse zum Marinedepot und zu einem Kohleschacht. Das Anschlussgleis zum Kalischacht führte weiter in nördliche, im letzten Abschnitt in westliche, Richtung bis zum etwa einen Kilometer westlich des Ortes Conow gelegenen Schacht Conow, der außerdem durch eine Feldbahn erschlossen wurde.